# Leif Segerstam
Leif Selim Segerstam, född 2 mars 1944 i Vasa, död 9 oktober 2024 i Helsingfors, var en finländsk (finlandssvensk) dirigent, kompositör, pianist och violinist.

## Biografi
Segerstam, som var son till sångpedagogen Selim Segerstam, var utbildad vid Sibelius-Akademin i Helsingfors 1952–1963 med diplom i violinspel och dirigering samt gick dirigentutbildning vid Juilliard School i New York med examen 1965.
Därefter dirigerade han vid Finska nationaloperan och från 1968 vid Kungliga Teatern i Stockholm, där han 1970 också blev konstnärlig ledare. Åren 1995–2000 återkom han efter uppehåll dit som chefsdirigent. Han dirigerade från 1970-talet på världens stora operahus, såsom Deutsche Oper Berlin, Metropolitan Opera, Covent Garden, La Scala, Wienoperan, Det Kongelige Teater, Festspelen i Salzburg, Nyslotts operafestival, operahusen i München, Hamburg, Köln och Genève.
Förutom opera dirigerade han även en mängd symfoniorkestrar internationellt. Från 1997 var han också återkommande dirigent vid ett flertal av de främsta orkestrarna i Nordamerika och gjorde Europaturné med symfoniorkestern i Detroit. Han var bland annat chefsdirigent vid Österrikiska Radions Symfoniorkester 1975–1982, Radions symfoniorkester i Finland 1977–1987, Rheinland-Pfalz Statsfilharmoni 1983-1989 samt Danmarks Radios symfoniorkester 1985–1995. Han var även chefsdirigent vid Helsingfors stadsorkester 1995–2007 för att därefter bli dess emeritus överkapellmästare. År 2012 blev han chefsdirigent vid Åbo Filharmoniska Orkester.
Segerstam undervisade också löpande. Han var professor i orkesterdirigering vid Sibelius-Akademin 1997–2013.
I en intervju 2024 nämnde Segerstam att han var autist.

### Verksamhet i Sverige
Leif Segerstam dirigerade ofta i Sverige. Förutom engagemangen vid Kungliga Operan i omgångar sedan 1968 (1995–2000 som chefsdirigent och musikchef) dirigerade han många svenska orkestrar och samarbetade med Kungliga Musikhögskolan i Stockholm. Åren 2012-2015 var Segerstam chefsdirigent vid Malmö Opera, där han bland annat våren 2012 dirigerade Wagners opera Parsifal och hösten 2013 Massenets Manon. Sedan september 2015 var han hedersdirigent vid Malmö Opera och fortsatte emellanåt att dirigera operaorkesterns återkommande konserter, normalt även innefattande uruppförande av någon av hans egna symfonier.
I samverkan med Kungliga Hovkapellet gjorde han skivinspelningar med musik av Aleksandr Skrjabin och Alfred Schnittke. Med Norrköpings symfoniorkester spelade han in musik av Max Reger och Allan Pettersson.

### Kompositioner
Leif Segerstam var en synnerligen produktiv tonsättare med bland annat 352 symfonier (mars 2023), 30 stråkkvartetter, 11 violinkonserter, 4 pianokonserter, ett flertal andra instrumentalkonserter, kammarmusik och vokalmusik på verklistan sedan början av 1960-talet. Många av hans orkesterverk är "fripulsativ musik", som framförs utan dirigent.

### Inspelningar
I Segerstams omfattande diskografi ingår, förutom många egna verk, bland annat alla Jean Sibelius, Carl Nielsens och Gustav Mahlers symfonier, liksom verk av senare tonsättare som Einojuhani Rautavaara, John Corigliano, Christopher Rouse och Allan Pettersson. Många av inspelningarna har väckt stor internationell uppmärksamhet. I Finland valde radions musikredaktörer skivan Angel of Light till Årets skiva år 1996, och i England valdes den av The Times och BBC Music Magazine till en av 1996 års bästa skivor. År 1997 segrade den i Cannes Classical Award i kategorin för bästa inspelning av ett verk av en levande tonsättare, och i februari Grammy-nominerades den i kategorin för bästa nya klassiska komposition.
År 1998 tilldelades även skivan Angels and Visitations ett Cannes Classical Awards-pris i kategorin för bästa första inspelning av en solokonsert. Samma år tilldelades skivan Australiens radiobolags ABC:s skivpris för Bästa internationella inspelning år 1997. Inspelningen av Sibelius Lemminkäinenlegenderna och violinkonsert med violinisten Pekka Kuusisto tilldelades en guldskiva. Också Sibelius solosånger med Soile Isokoski som solist blev internationellt uppmärksammad. Den erhöll 2007 Cannes Classical Award och BBC Music Magazine Disc of the Year-pris.

## Priser och utmärkelser
- 1992 – Pro Finlandia-medaljen [4]
- 1992 – Ledamot nr 405 av Kungliga Musikaliska Akademien
- 1994 – Spelmannen
- 1999 – Nordiska rådets musikpris i egenskap av "oförtröttlig förkämpe för nordisk musik"
- 2003 – Svenska Kulturfondens pris
- 2004 – Finska Statens Tonkonstpris
- 2005 – Sibeliusmedaljen